# Periclina apricoides
Periclina apricoides là một loài bướm đêm trong họ Geometridae.